# Magnezijev fosfid
Magnezijev fosfid (formula Mg3P2) se uporablja kot insekticid in sredstvo za zaplinjevanje. Večinoma se uporablja za skladišča kmetijskih pridelkov, kot tretiranje praznega skladišča. Snov je izredno vnetljiva, strupena in okolju nevarno.
Uporablja se ga v kmetijstvu kot sredstvo za zatiranje različnih zajedalcev in škodljivcev.

## Ugotovitve o nevarnih lastnostih
Napotki za nevarnost
Magnezijev fosid je na seznamu pesticidov, ki so bili izmerjeni ali identificirani v analiziranih vzorcih podtalne ali pitne vode na Inštititu za varovanje zdravlja Republike Slovenije in zavodu za zdravstveno varstvo Maribor.

## Ukrepi za prvo pomoč
Vdihovanje
Slabost, tiščanje v prsih, nevarnost pljučnega edema. Obvezen obisk zdravnika.
Zaužitje
Najpogostejši način zastrupitve je zaužitev. Potrebno je takojšnje izpiranje želodca.
Stik s kožo in očmi
Spiranje z veliko količino vode, poiskati zdravniško pomoč.

## Ukrepi ob požaru
Posebne nevarnosti
V stiku z vodo se sprošča strupen, zelo lahko vnetljiv plin. Nikoli se ne sme dovajati vode.
Primerna sredstva za gašenje
Gašenje je dovoljeno s suhim kemičnim prahom CO2. Obvezno dodati ne uporabljati vode ali vodnega curka.
Posebna zaščitna oprema za gasilce
Med gašenjem nositi primerno zaščitno obleko, rokavice, zaščito za oči in obraz. Uporabljati primerno dihalno opremo.

## Ukrepi ob nezgodnih izpustih
Previdnostni ukrepi, ki se nanašajo na ljudi
Prostor kjer je prišlo do požara ali explozije, temeljito prezračiti. Okolico zaščititi, prepovedati dostop nepooblaščenim osebam.
Ekološki zaščitni ukrepi
Ob morebitni nevarnosti onesnaženja podtalnice ali pitne vode, takoj obvestiti za to pristojne službe. Preprečiti odtekanje v kanalizacijske in meteorne jaške.

## Ravnanje z nevarno snovjo/pripravkom in skladiščenje
Ravnanje
Med uporabo ne jesti, kaditi ali piti. Nikoli dovajati vode. Nositi primerno zaščitno obleko, zaščitne rokavice in zaščito za oči/obraz. Med razprševanjem nositi primerno dihalno opremo. Ob nezgodi ali slabemu počutju takoj poiskati zdravniško pomoč, po možnosti pokazati etiketo.
Skladiščenje
Skladiščiti v suhem dobro prezračenem prostoru, v zaprti izvirni posodi. Ne sme priti v stik z vodo ali vlago, ker se začne sproščati strupen lahko vnetljiv plin.

## Nadzor nad izpostavljenostjo/varnost in zdravje pri delu
Pri uporabi magnezijevega fosfida je obvezna osebna zaščitna oprema, kot so:
- rokavice,
- zaščitna očala,
- zaščitna obleka,
- primerna obutev in
- nositi primerno dihalno opremo (katero določi proizvajalec).

## Obstojnost in reaktivnost
Ob pravilnem skladiščenju je snov obstojna in stabilna. V stiku z vodo se sprošča strupen zelo lahko vnetljiv plin, obstaja velika nevarnost eksplozije.

## Ekotoksikološki podatki
Snov je škodljiva vodnim organizmom, zato ne sme priti v podtalnico ali odtočne jaške za meteorno vodo. 
Ob gorenju se sprošča strupen dim.